# Рубежный (Ловягин)
Рубежный — упразднённый хутор в Даниловском районе Волгоградской области России. Включён в состав хутора Ловягин, входящего в состав Берёзовского сельского поселения.

## География
Хутор находится в степи, у подножия одного из отрогов Доно-Медведицкой гряды Приволжской возвышенности, на левом берегу реки Медведицы. В районе хутора берег Медведицы обрывистый. На противоположном берегу реки — пойменный лес. Почвы — чернозёмы южные, в пойме Медведицы — пойменные слабокислые и нейтральные почвы.

## История
На карте Шуберта 1826—1840 годов нет хутора Рубежный, обозначен хутор Недорубов (Климанов).
Хутор отмечен на карте Стрельбицкого 1871 года как Рубежной. Хутор относился к юрту станицы Берёзовской Усть-Медведицкого округа Земли Войска Донского (с 1870 — Область Войска Донского).
С 1928 года — в составе Берёзовского района Хопёрского округа (упразднён в 1930 году) Нижне-Волжского края (с 1934 года — Сталинградского края, с 1936 года — Сталинградской области, с 1961 года — Волгоградской области).
В 1945 году Рубежный был включен в состав Ловягинского сельсовета.
В 1953 году решением облисполкома от 9 июля 1953 года № 24/1600 были слиты Берёзовский и Ловягинский сельсовет в один Берёзовский. Указом Президиума ВС РСФСР от 1 февраля 1963 года № 741/95 Берёзовский район был упразднён. Берёзовский сельсовет (со всеми населёнными пунктами) был передан в состав Котовского района.

## Население
Проживали донские казаки.
В 1859 году на хуторе в 35 дворах проживало 80 душ мужского и 85 женского пола.

### Известные уроженцы
- Беспалов, Георгий Иванович (1906—1982) — Герой Советского Союза (1944).
- Недорубов, Константин Иосифович (1889—1978) — полный Георгиевский кавалер, Герой Советского Союза.

## Инфраструктура
Было развито сельское хозяйство. Действовал колхоз «Рубежный».

## Транспорт
К бывшему хутору возможен подъезд от автодороги Даниловка — Фролово.